# George Connelly
George Connelly (* 1. März 1949 in High Valleyfield (Fife)) ist ein ehemaliger schottischer Fußballspieler.

## Karriere

### Vereine
Connelly spielte ab 1963 im schottischen Junior Football für Tulliallan Thistle, einem in der Hafenstadt Kincardine ansässigen Verein, Kurze Zeit später wurde er als Schüler von Celtic Glasgow unter Vertrag genommen, 1965 erhielt er einen Profivertrag. Bis dahin hatte er auch weiter für Tulliallan gespielt. In der Scottish Football League Division One, der seinerzeit höchsten Spielklasse im schottischen Fußball, kam er am letzten Spieltag der Saison 1967/68 gegen Dunfermline Athletic zu seinem Pflichtspieldebüt für Celtic. In der Folgesaison gelang ihm in sieben Punktspielen ein Tor. Bis zur Saison 1975/76 bestritt er insgesamt 136 Punktspiele und erzielte fünf Tore. In seiner knapp zehnjährigen Vereinszugehörigkeit gewann er sechsmal die Meisterschaft und dreimal den nationalen Vereinspokal. Aufgrund der Titelsammlung mit seiner Mannschaft kam er in sechs Teilnahmen im Wettbewerb um den Europapokal der Landesmeister – Jahr für Jahr – in insgesamt 30 internationalen Pokalspielen zum Einsatz. Sein Debüt gab er am 18. September 1968 bei der 0:2-Niederlage im Erstrundenhinspiel beim AS Saint-Étienne; mit dem 4:0-Sieg im Rückspiel am 2. Oktober 1968 zog seine Mannschaft dennoch in die nächste Runde ein. Bei seiner zweiten Teilnahme, bei der er fünf Spiele bestritt, erreichte er mit seiner Mannschaft das Finale. Im San Siro verlor sie dieses am 6. Mai 1970 vor 53.000 Zuschauern gegen Feijenoord Rotterdam mit 1:2 n. V. Bei seiner vierten Teilnahme  der Saison 1971/72 gelangte er bis ins Halbfinale und betritt mit acht Spielen die meisten.
Seine Spielerkarriere ließ er anschließend in der Saison 1976/77 beim Zweitligisten FC Falkirk ausklingen; seine zwei Tore in acht Punktspielen änderten am Abstieg als Letztplatzierter in einem Teilnehmerfeld von 14 Mannschaften nichts daran.

### Nationalmannschaft
Connelly bestritt im Jahr 1973 zwei Länderspiele für die A-Nationalmannschaft. Er debütierte als Nationalspieler am 26. September in Glasgow beim 2:1-Sieg über die Nationalmannschaft der Tschechoslowakei im dritten Spiel der WM-Qualifikationsgruppe 8. Seinen letzten Einsatz hatte er am 14. November in Glasgow gegen die Nationalmannschaft Deutschlands der mit 1:1 unentschieden endete.

## Erfolge
- Finalist Europapokal der Landesmeister 1970
- Schottischer Meister 1969, 1970, 1971, 1972, 1973, 1974
- Schottischer Pokal-Sieger 1969, 1971, 1972